# فجر ۴
فجر ۴ یک موشک هدایت شونده هوا به سطح ایرانی است که اولین بار در ۹ اردیبهشت ۱۳۹۹ از طریق ویدئویی که توسط نیروی هوافضای سپاه منتشر شد رونمایی شد. در این ویدئو، این موشک در حال آزمایش سقوط از یک جنگنده بمب افکن سوخو-۲۲ دیده می‌شود. ویدئوهای منتشر شده از دیدار سید علی خامنه‌ای رهبر جمهوری اسلامی ایران از یک نیروی هوافضای سپاه پاسداران انقلاب اسلامی حاکی از آن است که ایران پیش از این سوخو-۲۲ خود را به یک موشک جدید هوا به زمین مسلح کرده‌است.

## تاریخچه
سپاه پاسداران انقلاب اسلامی ایران این راکت را در مراسمی در سال ۱۳۹۹ رونمایی کرد. این راکت در این مراسم، بر روی یک سوخو ۲۲ نصب شده بود.

## مشخصات فنی
برای موشک فجر ۴ همچون موشک فجر ۵، مدل دوم هدایت شونده گزارش شده‌است. با توجه به تصایر منتشر شده از این راکت، باله‌های هدایت شونده به بخش میانه آن اضافه شده‌است که چیزی شبیه به تکنولوژی موشک فاتح ۱۱۰ است. این راکت ۳۳۳ میلی‌متری به خاطر همین باله‌ها، از پرتابگر لوله‌ای قابل شلیک نیست. بر اساس تصاویر منتشر شده از لانچر این راکت، این راکت به صورت دوتایی از لانچری نصب شده بر روی کامیون‌ها شلیک می‌شود. از ویژگی‌های مهم این راکت، قابلیت پرتاب به صورت زمین به زمین و هوا به زمین است. راکت فجر۴ یک گونه مجهز به جستجوگر اپتیکی یا لیزری مشاهده شده‌است.
برد این موشک را ۲۳ کیلومتر دانسته‌اند. برای نسخه هواپرتاب این راکت، بردی اعلام نشده‌است. علاوه بر دو نسخه هواپرتاب و معمولی این موشک، نسخه هدایت ترکیبی و هدایت شونده نیز گزارش شده‌است.
موشک توپخانه دارای کالیبر ۳۳۳ است میلی‌متر، از هدایت فرمان استفاده می‌کند و دارای باله‌های مانور است. این موشک دارای دو نوع فجر-۴ و فجر-۴ سی ال است. سپاه جزئیات بیشتری از این موشک ارائه نکرده‌است.